# Истратенко, Николай Васильевич
Николай Васильевич Истратенко (укр. Микола Васильович Істратенко; род. 4 мая 1950 года, г. Днепродзержинск Днепропетровской области) — украинский государственный деятель, депутат Верховной рады Украины I созыва (1990—1994).

## Биография
Родился 4 мая 1950 года в городе Днепродзержинске Днепропетровской области в семье рабочих.
С 1967 года работал слесарем паровозного депо железнодорожного депо № 2, с 1968 по 1969 год был контролёром отдела технического контроля Донецкого металлургического комбината. С 1969 года проходил службу в армии, после возвращения из армии с 1971 года работал сортировщиком-сдатчиком, с 1976 года — бригадиром рейкобалочного цеха Днепропетровского металлургического завода.
В 1977 году окончил Днепродзержинский индустриальный институт по специальности «инженер-металлург».
С 1978 года был членом КПСС.
В 1990 году в ходе первых альтернативных парламентских выборов в Украинской ССР был выдвинут кандидатом в народные депутаты избирателями Заводского района Днепродзержинска и трудовым трудовым треста «Дзержинскстрой». 18 марта 1990 года во втором туре был избран народным депутатом Верховного совета Украинской ССР XII созыва (в дальнейшем — Верховной рады Украины I созыва) от Заводского избирательного округа № 86 Днепропетровской области, набрал 47,66% голосов среди 5 кандидатов. В парламенте входил в депутатскую группу «Злагода-Центр», был  главой подкомиссии по социально-правовым проблемам комиссии по вопросам экологии и рационального природопользования. Депутатские полномочия истекли 10 мая 1994 года.
На парламентских выборах 1994 года был кандидатом в народные депутаты Верховной рады Украины II созыва по Заводскому избирательному округу № 85 Днепропетровской области, в первом туре получил 4,14% и занял 8-е место среди 15 претендентов.
С 1994 по 1998 год работал главным консультантом Комиссии Верховной рады Украины по вопросам экологической политики.

## Награды
- Орден Трудового Красного Знамени
- Орден «За заслуги» III степени (2011)[1]